# 莱斯皮耶勒
莱斯皮耶勒（法語：Lespielle，法語發音：[lɛspjɛl]）是法国大西洋比利牛斯省的一个市镇，位于该省东北部，属于波城区。

## 地理
莱斯皮耶勒（43°28'15"N, 0°9'9"W）面积7.11 平方千米，位于法国新阿基坦大区大西洋比利牛斯省，该省份为法国东南部省份，涵盖了贝阿恩与北巴斯克，西临大西洋比斯開灣，北至朗德省，东北接热尔省，东临上比利牛斯省，南与西班牙接壤。
与莱斯皮耶勒接壤的市镇（或旧市镇、城区）包括：卡斯蒂永（朗贝县）、埃斯屈雷斯、加永、拉隆格、锡马库尔布。
莱斯皮耶勒的时区为UTC+01:00、UTC+02:00（夏令时）。

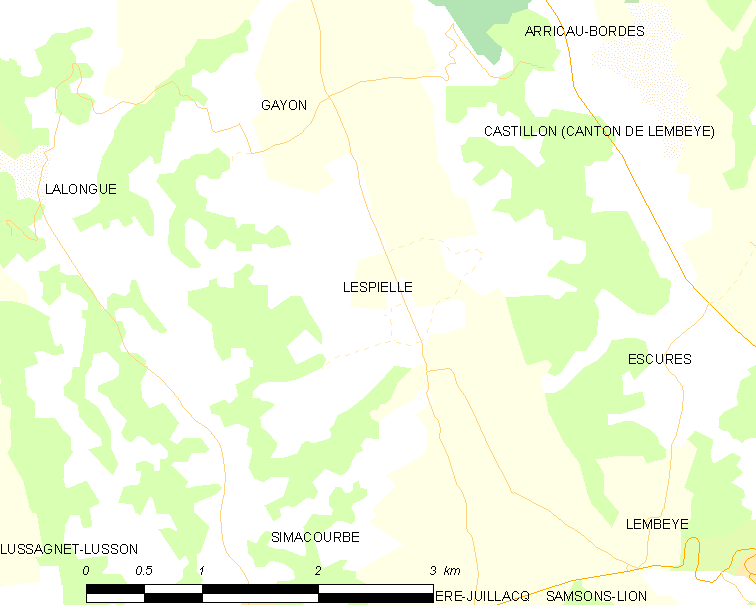
莱斯皮耶勒的OSM定位图

## 行政
莱斯皮耶勒的邮政编码为64350，INSEE市镇编码为64337。

## 政治
莱斯皮耶勒所属的省级选区为吕伊河土地和维克比伊山坡县。

## 人口

1962-2008年间莱斯皮耶勒人口变化图示

莱斯皮耶勒于2022年1月1日时的人口数量为152人。